# Магдалена фон Липе
Магдалена фон Липе (на немски: Magdalena zur Lippe, * 25 февруари 1552 в Детмолд, † 26 февруари 1587 в Дармщат) е графиня от Графство Липе и чрез женитба първата ландграфиня на Хесен-Дармщат.
Тя е дъщеря на граф Бернхард VIII фон Липе (1527 – 1563) и на Анна от Клеве, единствената дъщеря на херцог Йохан II от Клеве. След смъртта на нейния баща Магдалена е изпратена в Касел в двора на ландграф Вилхелм IV фон Хесен-Касел. Там красивата Магдалена се запознава с бъдещия си съпруг.
Магдалена се омъжва на 17 август 1572 г. в Касел за ландграф Георг I фон Хесен-Дармщат (1547 – 1596). Вилхелм поема разходите за сватбата. Бракът е щастлив.
Магдалена умира след 15 години на 35 години след ражадането на последното си дете. Погребана е в градската църква на Дармщат. Заедно с нейния съпруг Магдалена създава основата за дъжавната и университетска библиотека в Хесен.
Георг I се жени втори път на 25 май 1589 г. за херцогиня Елеонора от Вюртемберг (1552 – 1618).

## Деца
Магдалена и Георг фон Хесен-Дармщат имат десет деца, от които три сина и три дъщери порастват:
- Филип Вилхелм (*/† 1576), наследствен принц
- Лудвиг V (1577 – 1626), ландграф на Хесен-Дармщат (1596 – 1626)

∞ 1598 принцеса Магдалена фон Бранденбург (1582 – 1616)
- Христина (1578 – 1596)

∞ 1595 граф Фридрих Магнус фон Ербах (1575 – 1618)
- Елизабет (1579 – 1655)

∞ 1601 граф Йохан Казимир фон Насау-Вайлбург-Глайберг (1577 – 1602)
- Мария Хедвиг (1580 – 1582)
- Филип III (1581 – 1643), ландграф на Хесен-Бутцбах (1609 – 1643)

∞ 1. 1610 графиня Анна Маргарета фон Дипхолц (1580 – 1629)
∞ 2. 1632 графиня Кристина София от Източна Фризия (1600 – 1658)
- Анна (1583 – 1631)

∞ 1601 граф Алберт Ото I фон Золмс-Лаубах (1576 – 1610)
- Фридрих I (1585 – 1638), ландграф на Хесен-Хомбург

∞ 1622 графиня Маргарета Елизабет фон Лайнинген-Вестербург (1604 – 1667)
- Магдалена (*/† 1586)
- Йохан (*/† 1587)